# Roscoea forrestii
Roscoea forrestii är en enhjärtbladig växtart som beskrevs av Elizabeth Jill Cowley. Roscoea forrestii ingår i släktet Roscoea och familjen Zingiberaceae. Inga underarter finns listade i Catalogue of Life.

## Bildgalleri

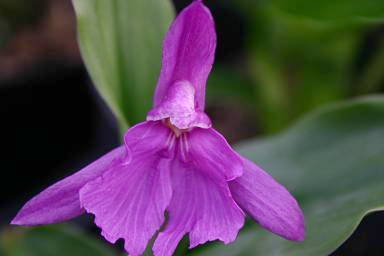